# 4184 Berdyayev
4184 Berdyayev (1969 TJ1) là một tiểu hành tinh vành đai chính được phát hiện ngày 8 tháng 10 năm 1969 bởi L. I. Chernykh ở Nauchnyj.